# Bundesautobahn 352
De Bundesautobahn 352 (kortweg A352) is een Duitse autosnelweg ten noorden van Hannover die een verbinding vormt tussen de A7 in het noorden en de A2 in het zuiden.
De A352 dient vooral ter ontlasting van het Kreuz Hannover-Ost voor het verkeer in de relatie Hamburg - Ruhrgebied, en biedt voor deze relatie een verkorting van 7 kilometer. De aansluiting op de A2 volgt op de aansluiting met de B3 en B6, en dus heeft de A352 een vrij directe aansluiting op de Hannoverse Ring.